# 皮拉米德 (內華達州)
皮拉米德（英語：Pyramid）是位於美國內華達州瓦肖縣的鬼鎮。

## 歷史
皮拉米德的郵局於1879年設立，1889年關閉後又於1904年重啟，最終於1959年停運。

## 地理
皮拉米德所處的海拔為高於海平面1189米（即3901英呎），而該地所採用的時區為UTC-8，即太平洋时区（PST）。同時該地設有夏令時間，為UTC-8調快一小時，即UTC-7（PDT）。